# STS-53
STS-53 (englisch Space Transportation System) ist eine Missionsbezeichnung für das US-amerikanische Space Shuttle Discovery (OV-103) der NASA. Der Start erfolgte am 2. Dezember 1992. Es war die 52. Space-Shuttle-Mission und der 15. Flug der Raumfähre Discovery.

## Mannschaft
- David Walker (3. Raumflug), Kommandant
- Robert Cabana (2. Raumflug), Pilot
- Guion Bluford (4. Raumflug), Missionsspezialist
- James Voss (2. Raumflug), Missionsspezialist
- Michael Clifford (1. Raumflug), Missionsspezialist

## Missionsüberblick
Dies war der letzte rein militärische Flug eines Space Shuttle. Die Hauptnutzlast war geheim und wurde sechs Stunden nach dem Start um 19:18 UTC ausgesetzt. Vermutlich handelte es sich um einen Spionagesatelliten zur Fernmeldeaufklärung. Die Masse der als DOD-1 bezeichneten Fracht wurde mit 10,5 Tonnen angegeben.
Die ursprüngliche Bahnhöhe von 370 Kilometern wurde nach dem Start von DOD-1 um 45 Kilometer gesenkt. In einer Höhe von 325 Kilometern sollte am 4. Dezember um 11:22 UTC eine weitere Fracht ausgesetzt werden. Die ODERACS-Nutzlast (Orbital DEbris RAdar Calibration Spheres) bestand aus sechs Metallkugeln unterschiedlicher Größe: je zwei Fünf-Zentimeter-, Zehn-Zentimeter- und 15-Zentimeter-Kugeln. Letztere bestanden aus Aluminium, die anderen vier aus Stahl. ODERACS sollte als Ziel zur Eichung von Radarstationen und optischen Bodenteleskopen dienen, die die Dichte des Weltraummülls ermitteln. Auch die deutsche FGAN-Radarstation in Wachtberg sollte sich beteiligen. Die Kugeln waren in einem Zylinder im vorderen Backbordbereich der Nutzlastbucht untergebracht. Missionsspezialist Mike Clifford sollte vom Cockpit aus den Deckel des Zylinders öffnen und die ODERACS-Kugeln per Federkraft ausstoßen. Weil die Batterie versagte, schlug das Experiment fehl.
Des Weiteren wurden einige medizinische Experimente durchgeführt, die unter anderem auch der Planung für die Raumstation Freedom, dem Vorläuferprojekt der ISS, dienten. Verschiedene militärische Experimente wurden ebenfalls durchgeführt.
Die Landung erfolgte auf der Edwards Air Force Base.